# Павел (Кицос)
Епи́скоп Па́вел (греч. Επίσκοπος Παύλος, в миру Гео́ргиос Ки́цос, греч. Γεώργιος Κίτσος; род. 1967, Хрисуполис) — епископ Элладской православной церкви, титулярный епископ Феспийский, викарий Афинской архиепархии.

## Биография
Родился в 1967 году в Хрисуполисе. Раннее детство провёл в Эльде, Германия, а остальное — в Хрисуполи, где завершил свое среднее образование. Окончил богословскую школу Университета Аристотеля в Салониках со специализацией в области канонического права. Изучал юриспруденцию и получил степень магистра права Европейского союза. Имеет степень бакалавра в области психологии и греческой культуры и получил степень магистра в области creative writing. Владеет английским и итальянским языками.
4 августа 1995 года был пострижен в монашество в Монастыре Успения Пресвятой Богородицы на Тасосе. 5 августа 1995 года был хиротонисан во иеродиакона митрополитом Филиппским Прокопием (Цакумакасом). С момента своего рукоположения он служил проповедником Филиппийской митрополии и директором государственного дома престарелых святой Анфусы в Хрисуполи. 26 декабря 1996 года тем же митрополитом был хиротонисан во иеромонаха. Он служил проповедником Филиппской митрополии и настоятелем Святого монастыря Апостола Силы в Кавале.
9 октября 2023 года он был избран титулярным епископом Феспийским, викарием Афинской архиепископии (два других кандидата — архимандриты Стефан (Ставракакис) и Феодосий (Икономидис)).
9 ноября 2023 года в кафедральном соборе Благовещения Пресвятой Богородицы в Афинах он был хиротонисан во епископа Феспийского. Хиротонию совершили: архиепископ Афинский Иероним II, митрополит Милетский Апостол (Вулгарис) (Константинопольский патриархат), митрополит Ксантский Пантелеимон (Калафатис), митрополит Мессинский Хризостом (Савватос), митрополит Фиванский Георгий (Мандзуранис), митрополит Илийский Афинагор (Дикеакос), митрополит Карпениский Георгий (Рембелос), митрополит Филиппийский Стефан (Тольос) и митрополит Фтиотидский Симеон (Волиотис).